# Toldalagi család

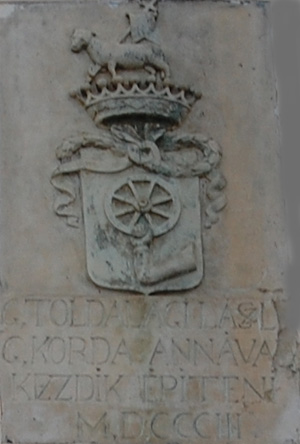
A gróf Toldalagi család címere

A Toldalagi család (nagyercsei gróf és nagyiklódi nemes) Erdély régi, történeti szerepet játszott családjainak egyike. Első ismert őse, Scegna vagy Zegene 1268-ban szerezte meg Maros-Torda vármegyei Toldalag birtokát, a görgényi várbirtokoknak egykori tartozékát, ahonnan a család a nevét vette. 1455-ben Toldalagi András V. Lászlótól nemesi címert nyert, 1456-ban Toldalag birtoklására királyi megegyezést (concensus regius) nyert és nem sokkal később, a szomszédos Nagyercse elnyerésekor nevéhez az ercsei előnevet függesztette. A 16. században a család a következő két ágra szakadt:
- nagyercsei Toldalagi család (1614-től primor, 1744-tól gróf)
- nagyiklódi Toldalagi család (1822-ben kihalt)

## Anagyercsei és gelencei grófToldalagi család
A család származási rendje a 16. század végétől ismeretes Tholdalagi másképp Gáltői Balázstól, akinek krasznai Bessenyei Borbála volt a neje, és fia Tholdalagi I. Mihály, az ismeretes emlékiró.

### Tholdalagi I. Mihály

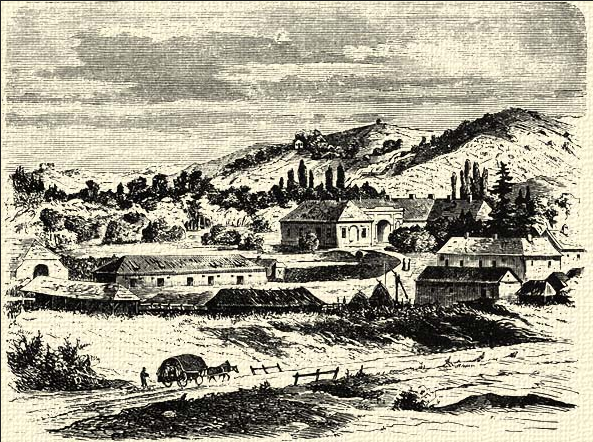
Tholdalagi-kastély (Koronka)

Toldalagi I. Mihály egy ideig az Orbai szék alkirálybirája, Székely Mózes párthíve volt. Történelmi szereplése Bethlen Gábor fejedelemségével kezdődött, aki 1614-ben követül küldte a török portára. Ez időtől fogva 1639-ig többször járt követségben a portára és egyéb helyekre. Érdemei jutalmául magas méltóságokra emelkedett, s ő emelte családját a főurak közé.
1620-ban Marosszék, majd 1636-ban Háromszék főkapitánya, tanácsúr, országos elnök, főlovászmester lett. Torda vármegye főispánságát is viselte. Előbb unitárius vallású volt, majd katolikus lett. 1642. március 24-én halt meg; Gyulafehérváron a székesegyházban temették el. Kétszer nősült; első felesége a gazdag gelencei Mihálcz Erzsébet volt (1612), a második özv. Szentpáli Jánosné Petki Erzsébet. Ez a Tholdalagi Mihály volt a főúri Tholdalagi család tulajdonképi megalapítója, vagyonának és tekintélyének megalkotója. Első házasságából nyolc leány- és egy fiúgyermeke, II. Mihály származott.

### Toldalagi II. Mihály
Toldalagi II. Mihály szerencsétlen politikus volt: mint Barcsay Ákos hívének II. Rákóczi György ellenében, a budai pasához kellett menekülnie, aminek következtében vagyonának jelentős részét elvesztette. Előbb unitárius, később református vallású volt. 1660-ban Segesvárnál a szászok ölték meg. feleségétől abafái Huszár Margittól két fia maradt: I. János és III. Mihály, akit Rákóczi Józseffel való összeköttetés és levelezés gyanúja miatt Fogaras várába zártak 70 évesen és majdnem egészen vakon. Ott is halt meg 1738-ban.

### Toldalagi I. János
A családot bátyja I. János fejlesztette tovább, akinek feleségétől, nagyváradi Stépán Erzsébettől II. János fia (meghalt 1722-ben), Krisztina lánya (Ugron Jánosné) és IV. Mihály fia született. Ez a IV. Mihály szerezte a grófi címet, melyről az oklevél 1744. november 13-án kelt Mihály és gyermekei: László, János, Ferenc, Pál, Erzsébet, Katalin és Sára részére. A grófságot nyerő Mihály fiai közül I. László 1758-ban királyi táblai ülnök lett. 1777-ben nyugalomba vonult és 1779-ben meghalt. Feleségétől, cegei Wass Katalin grófnőtől két leánya és két fia: I. István és II. László maradt (ez utóbbi 1748. október 23-án született és 1806. március 5-én halt meg). III. János kapitány volt a Kálnoky-ezredben, részt vett a porosz háborúban. Feleségétől, nagybarcsai Barcsay Katalintól született két fia, Farkas és Lajos korán meghalt, csak leányai maradtak: Klára (fricsi Fekete Lajosné) és Sára (balásfalvi Brencsán Jánosné).

### Toldalagi I. Ferenc
I. Ferenc 1776-ban királyi táblai ülnök, 1789-ben Marosszék főkirálybirája lett. Ennek ága maradt fenn sokáig, a többié kihalt. Fiának V. Mihálynak (1815. kir. táblai ülnök) nejétől zejkfalvi Zeyk Borbálától gyermeke nem maradt. Másik fiának II. Zsigmondnak (aki 1815-ben marosszéki református egyházkerületi felügyelő lett) nejétől vajai Vay Katától öt leánya és két fia maradt: II. Ferenc és VI. Mihály. II. Ferenc 1803. január 15-én született, császári és királyi kamarás, majd 1848-tól Marosszék főkirálybírája volt, Koronkán (Marosvásárhely mellett) lakott, ahol kastélya 110 holdnyi park közepén állt. Bécsben a fürdőben halt meg 1864. június 16-án. VI. Mihály, 1818. március 17-én született. 1841-ben feleségül vette betleni Bethlen Janka grófnőt. Nyárád-Szent-Benedeken lakott.
II. Ferencnek nejétől sárosberkeszi Katona Annától három leánya és egy fia maradt: Viktor (született 1829. február 4-én, meghalt 1881. január 24-én Marosvásárhelyen), császári és királyi kamarás volt. Felesége losonci Bánffy Anna bárónő volt (1860. április 11-től). Fiuk III. László (született 1865. június 15-én), felesége zejkfalvi Zeyk Erzsébet bárónő volt.
VI. Mihály fiai: I. Zsigmond (született 1847. május 29-én, meghalt 1896-ban), Tibor (született 1854. október 28-án), huszártiszt volt. Zsigmond fricsi Fekete Zsófiától született fiai: II. Zsigmond (született 1872-ben), császári és királyi főhadnagy és Sámuel (született 1873-ban), római katolikus áldozópap.

## Anagyiklódi nemesToldalagi család
A család másik, már kihalt ága a Szolnok Doboka megyei Nagy-Iklódról irta előnevét. A család első ismert őse Péter fia János, aki 1380-ban a Szentiványi-családnak Iklód-Szent-Iványra visszahelyezésénél királyi tanúként (homo regius) szerepel. A XVI. század derekén három Tholdalagi testvér: Gáspár, Mihály és András Radó György három leányát vette feleségül, így jutottak Nagy-Iklód birtokába. Andrástól származott le aztán a család a 19. század közepéig. Ennek I. Ferenc fiától származott unokája I. János, aki 1683-tól Erdély itélőmestere, királyi jogügyigazgatója és Doboka vármegye főispánja volt. Ennek fia II. Ferenc 1647-48-ban Doboka vármegye főbirája lett, 1644–55-ben a nagyiklódi unitárius egyház pártfogója volt. Felesége Apafi Kata volt. Egyik fia II. András, aki 1695-ben Koncz Boldizsár „könyörgéses” munkáját saját költségén kinyomatta. 1703-ban halt meg. Neje Göcs Sára a kolozsvári unitárius pap leánya volt. Egyetlen leányuk Mária, Naláczy Lajosné. II. Ferenc másik fia II. János, Torda vármegye főispánja volt. 1692-ben tanácsúr lett, 1693-ban meghalt. Nejétől Kapy Jankától való fia I. György, 1718-20 között Doboka vármegye alispánja. Ennek fia (nejétől Almády Annától) II. György, 1771-ben Torda vármegye alispánja lett. Fia Kapy Évától III. György, 1822-ben halt meg. Feleségétől, Lázár Anna grófnőtől egyetlen fia IV. György maradt, aki a család férfiágát sírba vitte. leányai Zsuzsána, Korda Ádámné és Druzsiána, Tholdy Lőrincné voltak.

## Toldalagi-kastélyok, kúriák és paloták

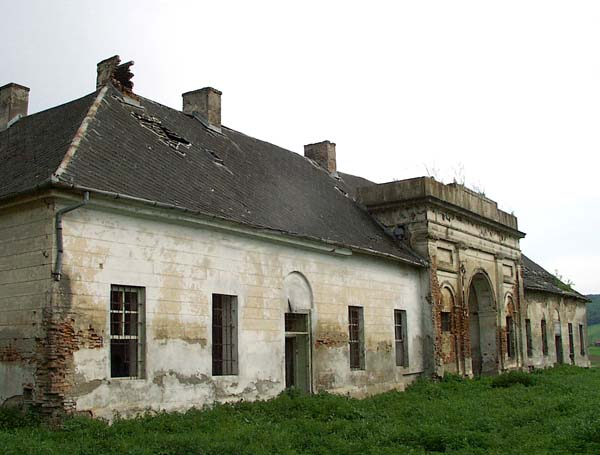
Toldalagi-kastély, Koronka
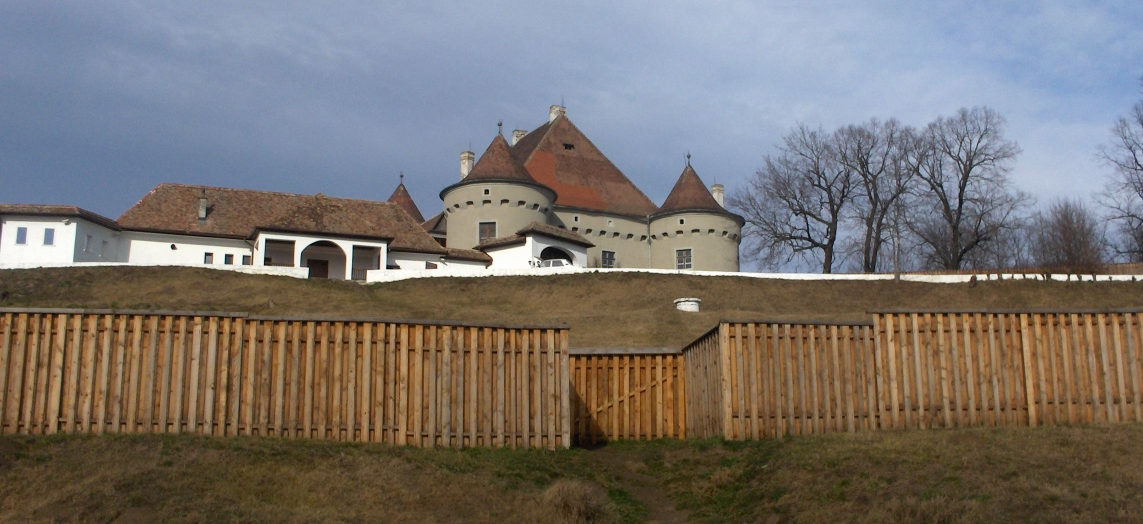
Toldalagi-kastély, Nyárádszentbenedek
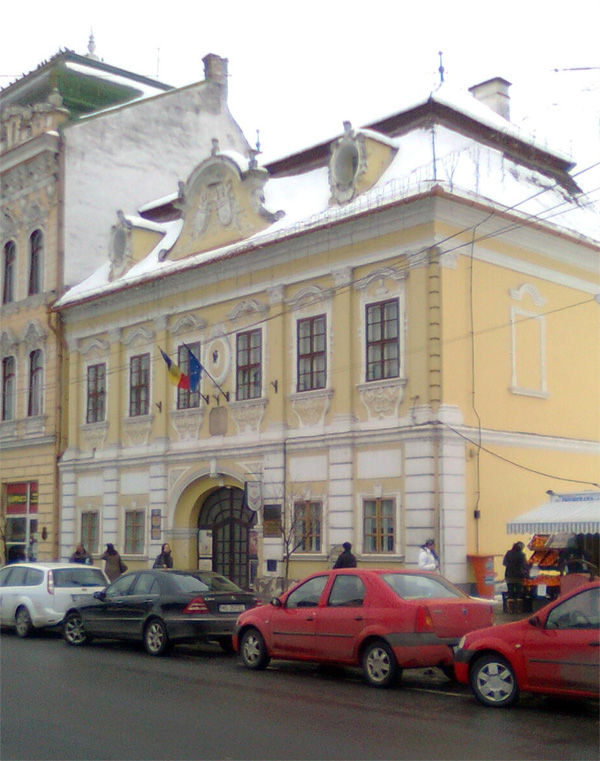
Toldalagi–Wass-palota, Marosvásárhely
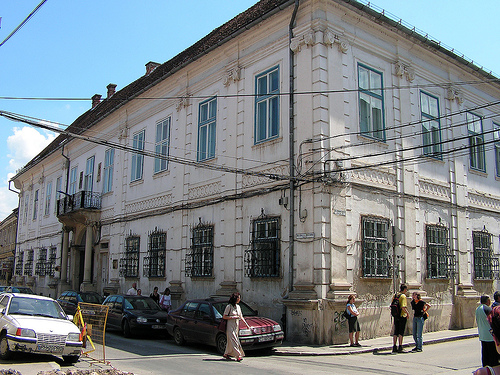
Toldalagi–Korda-palota, Kolozsvár